# Phalops fimbriatus
Phalops fimbriatus là một loài bọ cánh cứng trong họ Bọ hung (Scarabaeidae).